# Перушич, Борис
Борис Перушич (чеш. Boris Perušič; род. 27 июля 1940[…], Загреб, Хорватская бановина) — чехословацкий волейболист. Серебряный призёр летних Олимпийских игр 1964 года, чемпион мира 1966 года.

## Биография
Борис Перушич родился 27 июля 1940 года в югославском городе Загреб (сейчас в Хорватии). По другим данным, родился в городе Гогенштадт в Судетской области Германии (сейчас Забржег в Чехии).
Играл в волейбол за «Руду Гвезду» из Праги.
Дважды выигрывал медали волейбольных турниров летних Универсиад: бронзу в 1961 году в Софии и серебро в 1963 году в Порту-Алегри.
В 1964 году вошёл в состав сборной Чехословакии по волейболу на летних Олимпийских играх в Токио и завоевал серебряную медаль. Провёл 8 матчей, не набрал очков.
В 1966 году завоевал золотую медаль чемпионата мира в Чехословакии.

## Семья
Внук — Ондржей Перушич (род. 1994), чешский пляжный волейболист. Участвовал в летних Олимпийских играх 2020 года.